# Кутлуг-Ябгу-каган
Кутлуг-Ябгу-каган (д/н — 742) — 9-й каган Другого Східнотюркського каганату у 741—742 роках.

## Життєпис
Походження достеменно невідомо. Обіймав посаду ябгу. У 741 році з початком боротьби за владу в каганаті між представниками панівної династії Ашина втрутився в неї. Того ж року повалив Па Кюль-тегіна регента й фактично правителя, стративши кагана (невідомого сина Більге-кагана). Поставив на трон іншого сина Більге-кагана — Сюаня, що став 8-м каганом. Втім невідомо з якої причини невдовзі стратив того, оголосивши себе каганом.
742 року проти нього повстав Ашина Ші на чолі племен басимилів. Того підтримали племена карлуків й уйгурів. Зрештою Кутлуг-Ябгу-каган зазнав поразки й загинув.